# Aghu Tharnggalu jezik
Aghu Tharnggalu jezik (ISO 639-3: ggr; ikarranggali, kuku-mini), izumrli jezik koji se govorio nekada na australskom poluotoku York, država Queensland.
Pripadao je porodici pama-nyunga, skupina Pama, podskupina Rarmul Pama.

## Vanjske poveznice
- Ethnologue (14th)
- Ethnologue (15th)